# Кен Воллес
Ке́ннет (Кен) Во́ллес (англ. Kenneth "Ken" Wallace; 26 липня 1983) — австралійський веслувальник, олімпійський чемпіон.
На Олімпіаді 2016 у Ріо-де-Жанейро Кен Воллес у парі з Лакланом Теймом завоював бронзову медаль на перегонах байдарок-двійок на дистанції 1000 м.

## Виступи на Олімпіадах
| Олімпіада           | Дисципліна                   | Місце |
| ------------------- | ---------------------------- | ----- |
| Пекін 2008          | байдарка, 500 метрів         | 1     |
| Пекін 2008          | байдарка, 1000 метрів        | 3     |
| Ріо-де-Жанейро 2016 | Байдарка-двійка, 1000 метрів | 3     |